# Alfredo Dugès

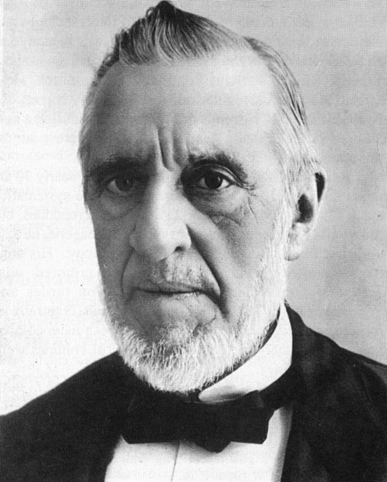
Alfredo Dugès, 1888.

Alfredo (Alfred Auguste Delsescautz) Dugès, född 16 april 1826 i Montpellier, död 7 januari 1910 i Guanajuato, var en fransk-mexikansk zoolog. Han var son till Antoine Louis Dugès.
Dugès blev medicine doktor i Paris 1852 och emigrerade därefter till Mexiko. Han bosatte sig i Guanajuato, där han var verksam som obstetriker, men även ägnade sig åt zoologi. Han är främst känd för sina herpetologiska studier.